# Angélus
Pour les articles homonymes, voir Angélus (homonymie).

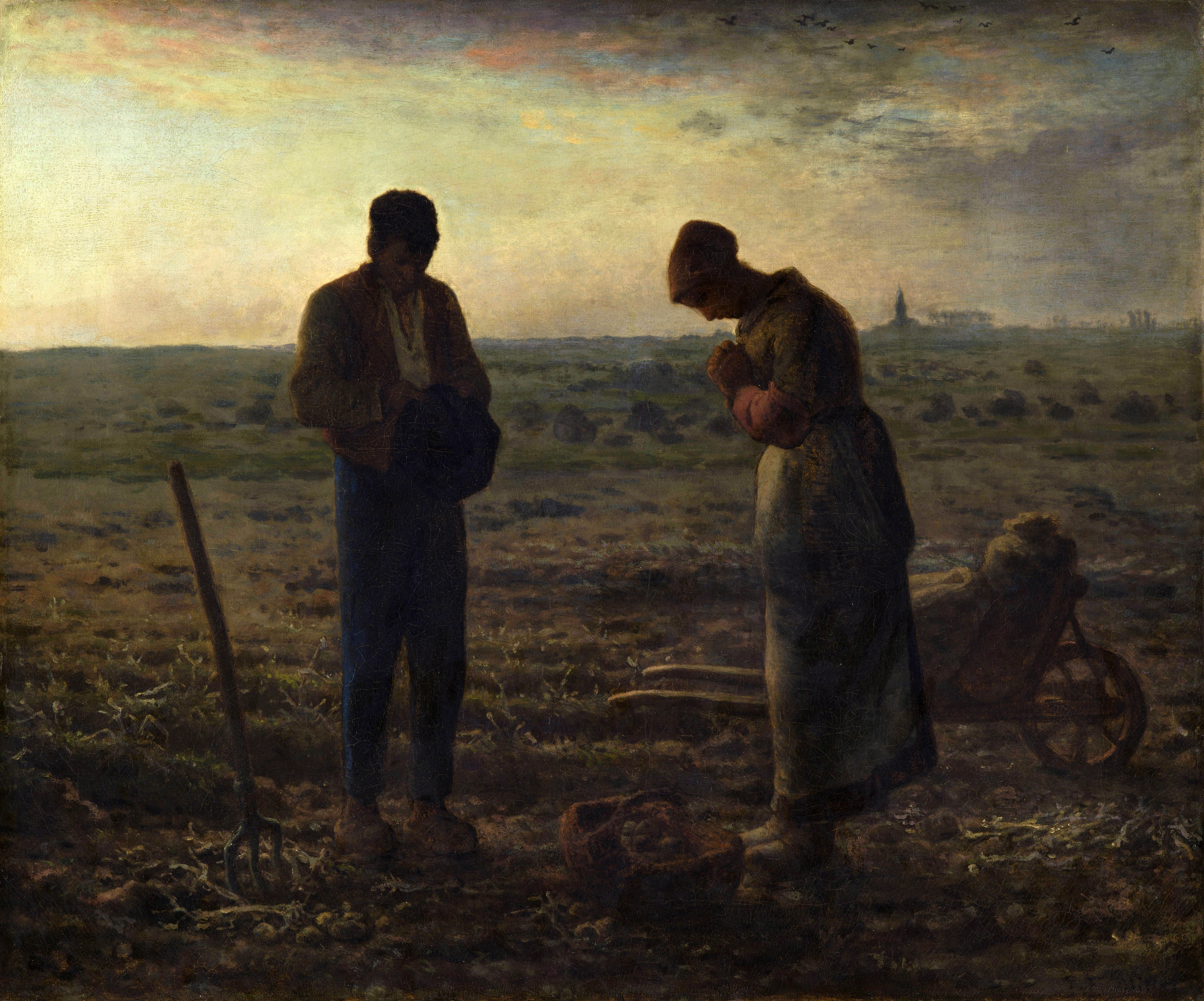
L'Angélus de Jean-François Millet
(on aperçoit au loin le clocher de l’église qui sonne l’Angélus).

L'Angélus ([ɑ̃.ʒe.lys]) est une prière triquotidienne chrétienne de l'Église catholiqueLatine d'Occident. Elle est sonnée trois fois par jour par les cloches (sauf pendant le triduum pascal), à six heures du matin, midi et six heures du soir. L'heure exacte peut varier selon les régions et les paroisses.
La prière de l'Angélus est composée de trois Ave Maria séparés par des invocations spécifiques.
Dans une société sans horloge individuelle, cette annonce rythme la vie au travail, tandis que réciter l'Angélus consacre à Dieu la journée.
Lors de la sonnerie des cloches, la tradition veut que  le chrétien arrête son activité pour prier.

## Signification

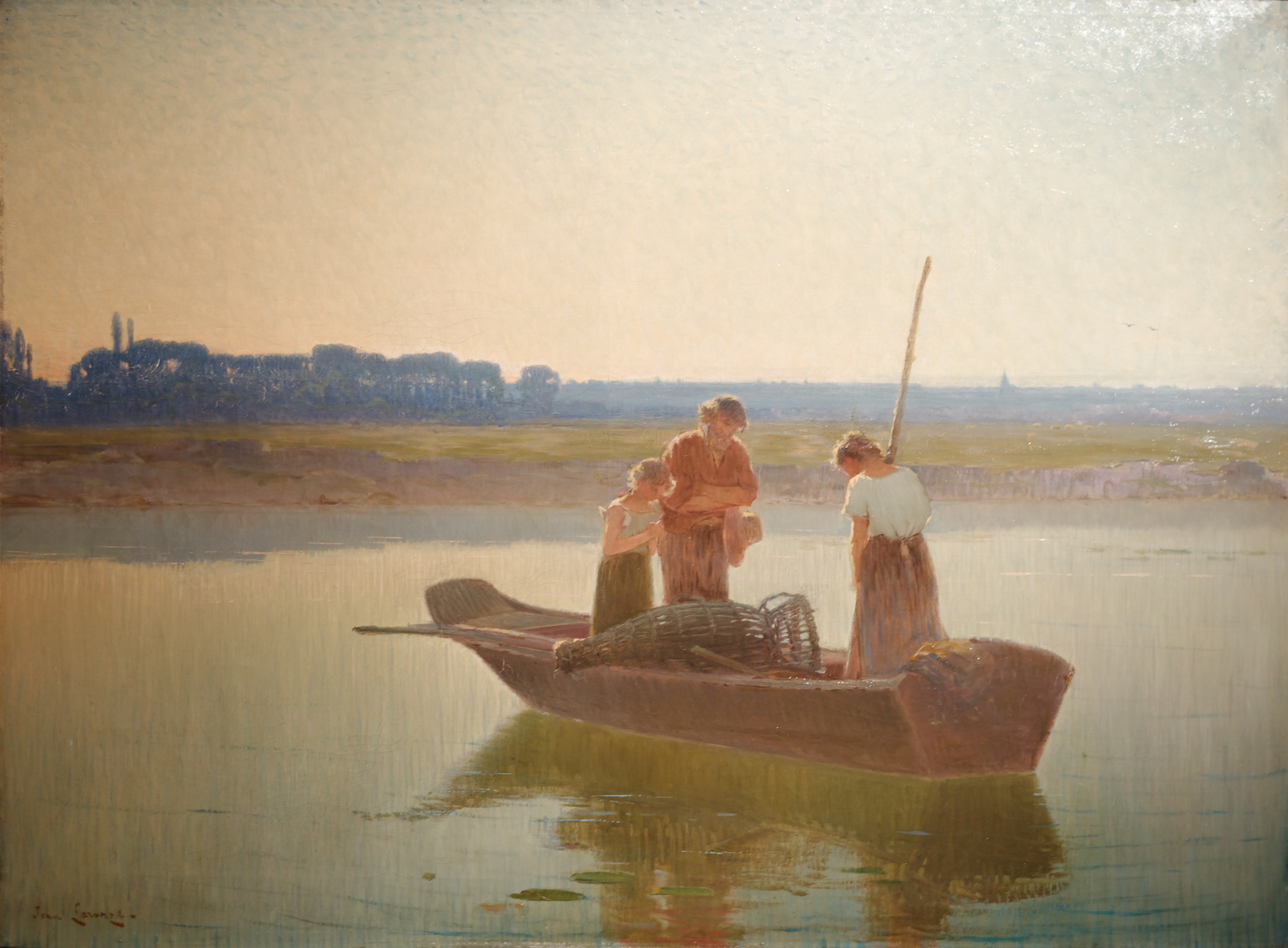
L'Angélus de Jean Laronze, musée des Ursulines de Mâcon.

L'Angélus commémore les mystères de l'Incarnation de Jésus : annonce donnée, selon l'évangéliste Luc, par l'ange Gabriel à une jeune fille nommée Marie ; Marie accepte que le Verbe, celui qui apportera la parole de Dieu, prenne chair en elle à l'instant par le seul effet du Saint-Esprit, pour donner naissance à Jésus ; c'est-à-dire que sur les mots de l'ange elle conçoit un fils sans l'aide d'un homme.
La prière de l'Angélus tire son nom de son premier mot latin : « Angelus Domini nuntiavit Mariæ » (L’ange du Seigneur annonça à Marie). Les trois premiers versets sont constitués d'un versicule (℣) et de son répons (℟) suivis chacun d'un Ave Maria (Je vous salue Marie), qui rappellent les mystères chrétiens de l'Annonciation, de la conception virginale de Jésus, de la conformation personnelle de Marie à la volonté divine, de sorte que le Verbe (le fils de Dieu) a pu venir habiter parmi les hommes. La prière se termine par une oraison qui récapitule le chemin de salut offert par le Christ ressuscité.
Cette prière est récitée dans l'Église latine trois fois par jour, à six heures, à midi et à dix-huit heures, mais cet horaire peut varier selon le travail et les régions. Ainsi, en France, les cloches sonnent généralement à sept heures, midi et dix-neuf heures. En Champagne, l'Angélus sonne quatre fois, annonçant en plus la reprise du travail à quatorze heures. À ces heures, une « cloche de l'Angélus » est sonnée — l'Angélus se sonne par trois séries de trois tintements suivis d'une « pleine volée » ou d'un cantique. Les tintements correspondent au début du versicule, du répons et de l’Ave.
En Irlande, la chaîne de télévision publique RTÉ One diffuse la cloche de l'Angélus tous les jours à 18 heures, juste avant le journal télévisé du soir.
L'heure de prière de l'Angélus correspond également aux prières de Laudes, Sexte et Complies dans la Liturgie des Heures.
Cette prière rappelle aux catholiques l'importance de remercier Dieu et de lui consacrer son travail à  chaque moment clé de la journée, à savoir le matin, le milieu du jour et le soir.

## Histoire
Au concile de Clermont (1095), le pape Urbain II demande que les cloches des cathédrales et églises de la chrétienté soient tintées le soir, afin que des prières soient faites à la Vierge pour le succès de la première croisade. Après la première croisade, une seule ville continue de pratiquer l'Angélus, à savoir Saintes, capitale du comté de Saintonge[réf. souhaitée].
En 1318, Jean XXII, pape d'Avignon, dans sa bulle Quam pium quam debicum, recommande cette prière à l'Église universelle. Oderico Rinaldi attribue, selon d'autres sources, l'origine de cette bulle à la pratique établie à Saintes. Le pape Calixte III renouvelle en 1456 la prescription de l'Angélus du soir pour demander la victoire de la Chrétienté sur les Turcs musulmans.
Le roi de France Louis XI, venu plusieurs fois à Saintes, demande en 1472 qu'entre les sonneries du matin et du soir, une autre sonnerie ait lieu à midi afin de prier la Vierge pour implorer la paix du royaume.
En 1456, le pape Calixte III note que l'Angélus est similaire à l'appel à la prière des musulmans : les catholiques le font avec les cloches et les musulmans via le muezzin. Il fait donc prescription de cette prière pour obtenir la protection de la Vierge Marie dans les combats pour la foi catholique. Le 16 janvier 1476, le pape Sixte IV officialise la pratique de trois Angélus quotidiens et la récitation de trois Ave Maria, prescription que le pape Alexandre VI renouvellera en 1500.
En 1554, par son catéchisme, Pierre Canisius, permet une large diffusion de l'Angélus.
Au XVIIIe siècle, la laïcisation de la société, plus ou moins marquée suivant les catégories sociales et les régions, a pour conséquence de dissoudre la valeur religieuse de l'Angélus. De l'appel à la prière mariale, il passe à une simple ponctuation civile de la journée au cours de laquelle les trois sonneries de l'Angélus retentissent grâce aux cloches paroissiales utilisées à des fins profanes. Cette évolution traduit la concurrence entre les autorités civiles et religieuses au sujet de la maîtrise du temps de travail et de repos de la communauté.
Les papes du XXe siècle et particulièrement Pie XII, tentent de remettre en honneur la prière. En 1974, par son exhortation apostolique Marialis cultus (verset 41), le pape Paul VI encourage la pratique de l'Angélus et du Rosaire.

## Texte latin de l'Angélus
Les versicules (℣) sont prononcés par l'officiant. Les répons (℟) constituent la réponse des fidèles.
La prière de l'Angélus est utilisée dans tous les temps liturgiques sauf au temps pascal.
℣. Angelus Domini nuntiavit Mariæ,
℟. Et concepit de Spiritu Sancto.
Ave Maria, gratia plena, Dominus tecum. Benedicta tu in mulieribus, et benedictus fructus ventris tui, Jesus.
Sancta Maria, Mater Dei, ora pro nobis peccatoribus, nunc et in hora mortis nostræ.
℣. Ecce Ancilla Domini.
℟. Fiat mihi secundum Verbum tuum.
Ave Maria, gratia plena, Dominus tecum. Benedicta tu in mulieribus, et benedictus fructus ventris tui, Jesus.
Sancta Maria, Mater Dei, ora pro nobis peccatoribus, nunc et in hora mortis nostræ.
℣. Et Verbum caro factum est.
℟. Et habitavit in nobis.
Ave Maria, gratia plena, Dominus tecum. Benedicta tu in mulieribus, et benedictus fructus ventris tui, Jesus.
Sancta Maria, Mater Dei, ora pro nobis peccatoribus, nunc et in hora mortis nostræ.
℣. Ora pro nobis, Sancta Dei Genetrix.
℟. Ut digni efficiamur promissionibus Christi.
Oremus: Gratiam tuam quæsumus, Domine, mentibus nostris infunde; ut qui, angelo nuntiante, Christi Filii tui Incarnationem cognovimus, per passionem eius et crucem, ad resurrectionis gloriam perducamur.
Per eundem Christum Dominum nostrum.
Amen.

### Pour le temps pascal
Du dimanche de Pâques à celui de la Trinité, la prière de l'Angélus est intégralement remplacée par celle du Regina Caeli :
Regina Caeli, laetare, alleluia ! Quia quem meruisti portare, alleluia ! Resurexit, sicut dixit, alleluia ! Ora pro nobis Deum, alleluia !
℣. Gaude et laetare, Virgo Maria, alleluia.
℟. Quia surrexit Dominus vere, alleluia.
Oremus.
Deus, qui per resurrectionem Filii tui, Domini nostri Jesu Christi, mundum laetificare dignatus es: praesta, quaesumus; ut, per ejus Genitricem Virginem Mariam, perpetuae capiamus gaudia vitæ. Per eundem Christum Dominum nostrum. Amen

## Traduction française de l'Angélus
℣. L’ange du Seigneur apporta l'annonce à Marie,
℟. Et elle a conçu du Saint-Esprit.
Je vous salue Marie, pleine de grâce. Le Seigneur est avec vous.
Vous êtes bénie entre toutes les femmes et Jésus, le fruit de vos entrailles est béni.
Sainte Marie, Mère de Dieu, priez pour nous pauvres pécheurs, maintenant et à l’heure de notre mort. Amen
℣. Voici la Servante du Seigneur,
℟. Qu’il me soit fait selon votre parole.
Je vous salue Marie, pleine de grâce. Le Seigneur est avec vous.
Vous êtes bénie entre toutes les femmes et Jésus, le fruit de vos entrailles est béni.
Sainte Marie, Mère de Dieu, priez pour nous pauvres pécheurs, maintenant et à l’heure de notre mort. Amen
℣. Et le Verbe s’est fait chair,
℟. Et il a habité parmi nous.
Je vous salue Marie, pleine de grâce. Le Seigneur est avec vous.
Vous êtes bénie entre toutes les femmes et Jésus, le fruit de vos entrailles est béni.
Sainte Marie, Mère de Dieu, priez pour nous pauvres pécheurs, maintenant et à l’heure de notre mort. Amen
℣. Priez pour nous, sainte Mère de Dieu,
℟. Afin que nous soyons rendus dignes des promesses du Christ.
Prions. Que votre grâce, Seigneur notre Père, se répande en nos cœurs : par le message de l'Ange vous nous avez fait connaître l'Incarnation de votre Fils bien aimé, conduisez-nous par sa passion et par sa croix jusqu'à la gloire de la résurrection. Par Jésus, le Christ, notre Seigneur. ℟ Amen,,

### Version pour le Vendredi saint duTriduumpascal
Prions :
Regarde, Seigneur, nous t'en prions, la famille qui t'appartient : c'est pour elle que Jésus, le Christ, notre Seigneur, ne refuse pas d'être livré aux mains des méchants ni de subir le supplice de la Croix, lui qui règne avec Toi et le Saint-Esprit pour les siècles des siècles. Amen !

### Version pour le Samedi saint duTriduumpascal
Prions :
Regarde, Seigneur, nous t'en prions, la famille qui t'appartient : c'est pour elle que Jésus, le Christ, notre Seigneur, ne refuse pas d'être livré aux mains des méchants ni de subir le supplice de la Croix, lui qui règne avec Toi et le Saint-Esprit pour les siècles des siècles. Amen !

### Version pour le temps pascal
Reine du Ciel, réjouis-toi ! Alléluia !
Car celui que tu as mérité de porter, alléluia !
Est ressuscité comme Il l'avait annoncé, alléluia !
Prie Dieu pour nous, alléluia !
℣ Sois dans la joie et l'allégresse, Vierge Marie, alléluia !
℟ Parce qu'Il est ressuscité comme Il l'avait dit, alléluia !
Prions :
Tu as voulu, Dieu notre Père, réjouir le monde par la résurrection de ton Fils notre Seigneur Jésus Christ ; à notre demande, accorde-nous, grâce à sa mère, la Vierge Marie, de recevoir la joie de la vie qui ne finit pas. Lui qui règne avec Toi et le Saint-Esprit maintenant et pour les siècles des siècles. Amen !